# Hemerodromia tebbarana
Hemerodromia tebbarana är en tvåvingeart som beskrevs av Vaillant och Gagneur 1998. Hemerodromia tebbarana ingår i släktet Hemerodromia och familjen dansflugor. Inga underarter finns listade i Catalogue of Life.